# Campeonato Panamericano de Béisbol Sub-14 de 2011
El Campeonato Panamericano de Béisbol Sub-14 de 2011 con categoría Juvenil A, se disputó en Yaracuy, Venezuela del 11 al 22 de agosto de 2011. El oro se lo llevó Venezuela por cuarta vez.

## Equipos participantes
- Argentina
- Brasil
- Estados Unidos
- México
- Panamá
- República Dominicana
- Venezuela

## Resultados
| Posición | Selección            |
| -------- | -------------------- |
|          | Estados Unidos       |
|          | Venezuela            |
|          | México               |
| 4°       | Panamá               |
| 5°       | Brasil               |
| 6°       | República Dominicana |
| 7°       | Argentina            |